# Østrigs Nationalbibliotek
Østrigs Nationalbibliotek (tysk: Österreichische Nationalbibliothek) er det største bibliotek i Østrig. Det indeholder mere end 12 millioner emner i sine forskellige samlinger. Bibioteket ligger i Neue Burg Wing i Hofburg i bydelen Innere i Wien. Siden 2005 er en del af samlingerne blevet flyttet til barokbygningen Palais Mollard-Clary.
Biblioteket blev grundlagt af habsburgerne og blev oprindeligt kaldt Kaiserliche Hofbibliothek (det kejserlige hofbibliotek), og navnet blev ændret til den nuværende i 1920.
Bibliotekskomplekset indeholder fire museer, heriblandt bl.a. ét for kort og globusser og ét for papyrusser, samt adskillige specialsamlinger og arkiver.